# Forschungsgemeinschaft Werkzeuge und Werkstoffe
Die Forschungsgemeinschaft Werkzeuge und Werkstoffe e. V. (FGW) mit Sitz in Remscheid ist eine 1952 von der deutschen Werkzeugindustrie gegründete private, gemeinnützige Institution für die angewandte Forschung. Als neutraler Dienstleister für Forschung und Entwicklung gegründet, unterstützt die FGW Unternehmen und generiert durch Industrietransfer einen direkten technischen und wirtschaftlichen Nutzen. Dies tut sie in der Verbundforschung ebenso wie in der direkten Auftragsentwicklung.
Die FGW unterhält die drei Kompetenzfelder Werkzeuge, Werkstoffe und Transformation und Innovation.
1. Im Kompetenzfeld Werkzeuge beschäftigen sich die wissenschaftlichen Mitarbeiter mit der industrienahen und anwendungsorientierten Forschung und Entwicklung für die Werkzeug-, Besteck-, Schneid- und Haushaltswarenindustrie. Die Kompetenzen reichen dabei von der Werkstofftechnologie über die Konstruktion, Verfahrens- und Produktionstechnik hin bis zur gesteigerten Prozessauslegung für verbesserte und innovative Verfahren und Produkte. Schwerpunkte im Kompetenzfeld Werkzeuge sind:
  - Spanende und trennende Werkzeuge
  - Umformwerkzeuge
  - Smarte Aktoren
  - Handwerkzeuge
  - Schneidwerkzeuge
  - Elektrowerkzeuge
2. Das Kompetenzfeld Werkstoffe umfasst die
  - Werkzeugwerkstoffe
  - Tragkörperwerkstoffe
  - die anwendungsnahe Konzipierung und Entwicklung von Produkten auf Basis von Formgedächtnislegierungen (FGL). Hierbei werden spezielle Systeme mit thermischen Formgedächtnisaktoren, formgedächtnisbasierte Federn, Dämpfer, Sensoren und Verbindungstechnik entwickelt.
3. Im Kompetenzfeld Transformation und Innovation ist die FGW in den folgenden Bereichen aktiv:
  - Additive Fertigung (3D-Druck)
  - Simulation
  - Digitalisierung
  - Innovationsberatung (inkl. Scouting)
  - Betriebliche Organisation
  - Wissenstransfer

Weiterhin unterstützt die FGW im Zuge der Digitalisierung Unternehmen bei der digitalen Transformation, angefangen beim Technology Scouting über Konzeptentwicklungen und Machbarkeitsstudien bis hin zur Prototypenentwicklung und der Einführung neuer Prozesse und Technologien.
Im Gebäude der FGW hat auch die VPA Prüf- und Zertifizierungs GmbH ihren Sitz, die aus der 1923 gegründeten VPA Versuchs- und Prüfanstalt hervorgegangen ist. Die Prüforganisation ist mit der Werkstoff- und Bauteilprüfung, Schadensfallanalyse sowie der Bewertung von Produktqualität und der Vergabe von Prüfzertifikaten befasst. Dies umfasst auch die Berechtigung zur Vergabe des Siegels für Geprüfte Sicherheit (GS-Prüfzeichen) auf Grundlage des Produktsicherheitsgesetzes (GPSG), welche eine Akkreditierung durch die Zentralstelle der Länder für Sicherheitstechnik (ZLS) sowie die Anerkennung durch das Bundesministerium für Arbeit und Soziales als GS-Prüfstelle für technische Arbeitsmittel bedeutet. Die VPA wurde 1923 von der bergischen Werkzeug- und Schneidwarenindustrie zur Unterstützung der lokalen Wirtschaft gegründet und 1986 in die Forschungsgemeinschaft Werkzeuge und Werkstoffe e. V. eingegliedert.